# Halastus
Halastus là một chi bướm đêm thuộc họ Erebidae.